# マンダ文字

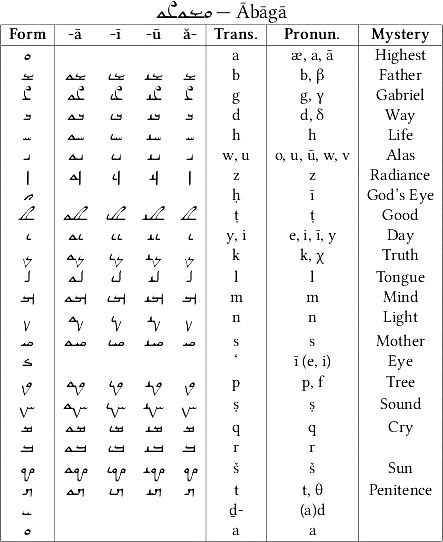
マンダ文字の一覧。aの文字を最後に繰り返している

マンダ文字（マンダもじ）は、中東起源のグノーシス宗教の一種であるマンダ教の典礼言語であるマンダ語の表記に用いられる文字。アラム文字から派生し、右から左に書かれるが、子音字を母音として使用する準母音の用法が高度に発達し、ほとんどアルファベットに近くなっている。

## 概要
マンダ文字はフェニキア文字以来の伝統的な22の文字と、関係詞diを表すための専用の文字の、合計23文字から構成される。アラビア文字のように単語ごとに続け書きされるが、いくつかの文字は次の字に続かない。
マンダ語にはほかのセム語にある/ʔ ʕ/が存在せず、半母音/j w/も頻度が少なかった。このため、ギリシア文字と同様に本来の/ʔ ʕ j w/を表す文字は母音を表すために転用された。/ʔ/の文字で母音/a/、/j/の文字で母音/i, e/、/w/の文字で母音/u, o/を表記した。/ʕ/は語頭ではa以外の任意の母音を表し、とくに語頭のeは/j/でなく/ʕ/の字によって表された。語中で/ʕ/の文字は前接する子音字がディセンダーを持つときに審美的な理由で/j/のかわりに使われることがあり、また語末では長い/iː/を表すのに使われた。
子音/h/は存在したが、本来/ħ/を表す文字によって表記され、本来の/h/を表すための字は三人称単数の人称代名詞接尾辞を表すための専用の字になった。
マンダ文字の活字は1900年以前に存在したにもかかわらず、出版物はほとんどがヘブライ文字の活字によって行われ、あるいはマンダ文字で書かれた写本をフォトリソグラフィによって出版した。

## Unicode
2010年のUnicodeバージョン6.0で、基本多言語面のU+0840からU+085Fまでにマンダ文字のためのブロックが設けられた。通常使われる23の文字に加えて、2つの追加文字（kadとアラビア語からの借用語に使うアイン）、3つのダイアクリティカルマーク（子音の摩擦音化、重子音、および母音の種類の区別のために使用する）、1つの句読点の合計29字が定義されている。